# Maria Letizia Ramolino
Maria Letizia Ramolino, nota anche come Letizia Bonaparte o Madame Mère (Ajaccio, 24 agosto 1750 (o 1749) – Roma, 2 febbraio 1836), è stata una nobildonna italiana naturalizzata francese, madre di Napoleone Bonaparte, imperatore dei francesi, e nonna di Napoleone III.

## Biografia

### Origini
Maria Letizia Ramolino, detta semplicemente Letizia, nacque ad Ajaccio, in Corsica, all'epoca facente parte della Repubblica italiana di Genova, il 24 agosto 1750 (o 1749), unica figlia di Giovanni Girolamo Ramolino, ufficiale militare e ingegnere civile al comando della guarnigione locale, e di Maria Angela Pietrasanta. La famiglia Ramolino proveniva dalla piccola nobiltà lombarda e si era stabilita in Corsica circa 250 anni prima.
Letizia, educata in casa con un programma rivolto esclusivamente alla gestione della casa, rimase orfana a sei anni, e nel 1757 sua madre si risposò con Fritz Fesch, ufficiale della marina genovese di origini svizzere, con cui ebbe altri due figli, fra cui il cardinale Joseph Fesch.

### Matrimonio

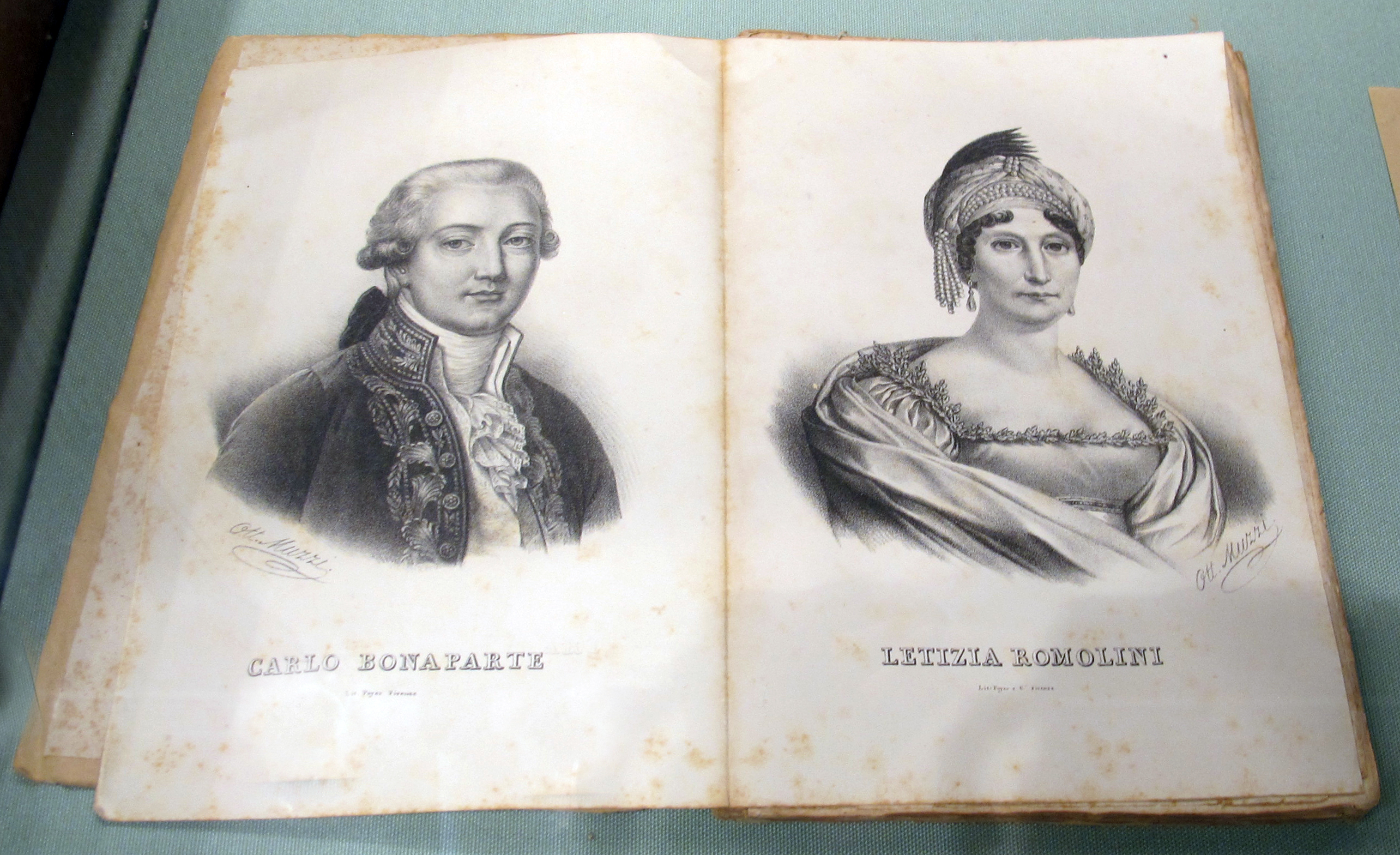
Carlo Bonaparte e Letizia Ramolino

Il 2 giugno 1764, a quattordici anni, sposò Carlo Maria Bonaparte, studente di giurisprudenza diciottenne, anche lui di Ajaccio. Proveniente da una famiglia della nobiltà toscana anch'essa emigrata in Corsica, Bonaparte lasciò gli studi a Pisa per sposare Letizia, la quale portava in dote denaro, 31 acri di terreno, un mulino e un forno, che garantivano una rendita di 10.000 franchi l'anno. Dal matrimonio nacquero tredici figli, di cui otto sopravvissuti.
Dopo un paio d'anni di matrimonio, che videro la nascita di altrettanti figli non sopravvissuti, Carlo trascorse due anni a Roma come ambasciatore presso papa Clemente XIII, senza la moglie, a cui si riunì quando, al suo ritorno, nel 1768, divenne segretario del nazionalista repubblicano Pasquale Paoli. A gennaio dell'anno seguente nacque il loro primo figlio sopravvissuto, Giuseppe.
Nel 1769, dopo la cessione della Corsica alla Francia, Paoli iniziò un movimento di guerriglia con base sulle montagne di Corte, atto a ottenere l'indipendenza della Corsica, a cui presero parte anche i Bonaparte, malgrado all'epoca Letizia fosse nuovamente incinta, questa volta del futuro Napoleone. Dopo il fallimento della rivolta, la famiglia rientrò ad Ajaccio nel maggio 1769.
Il 15 agosto 1769, durante la messa per l'Assunzione nella cattedrale di Ajaccio, Letizia entrò in travaglio. Partorì in casa, assistita dall'unica serva Mammuccia Caterina, che viveva con la famiglia senza salario e si occupava dei bambini mentre Letizia portava avanti la casa. Sebbene smentita dalla stessa Letizia, in seguito si diffuse la leggenda che il bambino, battezzato Napoleone in onore del fratello maggiore nato morto e di uno zio recentemente defunto, nacque su un tappeto che mostrava scene dell'Iliade e dell'Odissea. Malgrado Letizia avesse in precedenza allattato lei stessa i figli, questa volta non le fu possibile e dovette ricorrere a una balia, Camilla Llati.
Nei quindici anni seguenti, nacquero altri nove figli, di cui sei sopravvissuti: Luciano, Elisa, Luigi, Paolina, Carolina e Girolamo.
Letizia e Carlo erano diventati amici del nuovo governatore francese Charles Réne (che le voci sostenevano essere il vero padre di Napoleone e di cui gli fu proposto essere il padrino) e del suo intendente, Bertrand de Boucheporn, la cui moglie fu madrina di Luigi. L'amicizia portò i suoi frutti: nel 1777 Réne procurò a Carlo l'elezione a deputato per rappresentare la Corsica a Versailles, mentre a fine 1778 garantì l'ammissione all'esclusivo Collège d'Autun di Parigi per i figli Giuseppe e Napoleone, e nel maggio 1779, dopo aver concesso ai Bonaparte il brevetto di nobiltà, fece ammettere Napoleone alla prestigiosa scuola per cadetti di Brienne-le-Château.
Nel 1784, Letizia visitò Napoleone a Brienne, malgrado il regolamento della scuola vietasse agli studenti di uscire dal cortile e limitasse fortemente le visite della famiglia. Poco dopo, il ragazzo fu promosso alla Scuola Militare Reale di Parigi e due anni dopo si diplomò col grado di sottotenente, unendosi al 4º reggimento di artiglieria della Fère con sede a Valence.

### Vedovanza
Carlo Bonaparte morì il 24 febbraio 1785 di cancro allo stomaco, lasciando Letizia, di trentacinque anni, vedova con otto figli, di cui sei ancora a carico, l'ultimo dei quali non aveva che tre mesi. La situazione economica, già dissestata dalle iniziative poco oculate del defunto, peggiorò, dovendo sia mantenere le figlie e i figli piccoli che pagare per l'istruzione di quelli a scuola. In questo periodo Giuseppe terminò gli studi e tornò a casa, mentre Napoleone poté tornare solo per periodi di licenza (a settembre 1786 per un anno e poi nuovamente a inizio 1788 per sei mesi, fino al ritorno definitivo a settembre 1789), ma fra i due fu Napoleone, pur essendo il minore, a emergere come nuovo capofamiglia, essendo l'unico in grado di fornire supporto economico alla madre e ai fratelli grazie allo stipendio da tenente.
Napoleone continuò la sua carriera militare e mosse i primi passi in politica insieme a Giuseppe, ma nel 1793 entrò in contrasto con Paoli e il 31 maggio la famiglia Bonaparte fu costretta a fuggire in Francia, a Tolone, allora all'apice del regime del Terrore, mentre le loro proprietà ad Ajaccio furono saccheggiate e bruciate. Per garantire la loro sicurezza in pieno clima anti-nobiltà, Napoleone procurò alla madre e alle sorelle passaporti falsi, dove erano indicate come "sarte". Un mese dopo, Tolone fu presa dai britannici e i Bonaparte fuggirono a Marsiglia. Con l'unico reddito proveniente da Napoleone per una famiglia di nove persone, Letizia fu costretta a rivolgersi alla mensa dei poveri almeno fino alla primavera 1794, quando Napoleone,  per i suoi meriti come comandante d'artiglieria durante l'assedio di Tolone, fu promosso generale di brigata e ottenne un aumento sufficiente a trasferire la madre e i fratelli allo Château Salé di Antibes. Sebbene orgogliosa e grata al figlio, Letizia non mancò di manifestare la sua disapprovazione per il suo matrimonio, il 9 marzo 1796, con la vedova Giuseppina de Beauharnais: Letizia disprezzava la nuova nuora ed era irritata e offesa che il figlio non l'avesse consultata prima di procedere con le nozze.
Il 14 maggio 1796 Giuseppe divenne ambasciatore presso la corte di Roma e Letizia lo accompagnò in Italia, per poi recarsi, il primo giugno 1797, insieme a Carolina e Girolamo, a Milano per accogliere Napoleone, rientrante dalla prima campagna italiana, conclusasi con uno sfolgorante successo. A quel punto, col nome dei Bonaparte coperto di gloria, Letizia poté rientrare ad Ajaccio, dove il comune si era assunto il compito di riedificare e ampliare la villa di famiglia. Napoleone mandò un appunto al prefetto con l'avvertimento di non prendere decisioni senza consultare sua madre Letizia o suo zio Joseph Fesch. Il 28 settembre 1799 Napoleone, al termine della campagna d'Egitto, fece per la prima volta visita alla madre nella nuova villa.
Quando Napoleone prese il potere in Francia col colpo di stato del 18 brumaio, Letizia si trasferì a Parigi. Come madre del nuovo Primo Console, le venne assegnata una rendita annua di 25.000 franchi, eppure divenne nota per il suo stile di vita sobrio e dignitoso, in accordo con la sua personalità: il 10 novembre 1799, uno spettacolo teatrale a cui stava assistendo con le figlie venne interrotto per annunciare uno sventato attentato contro Napoleone, eppure lei non mostrò emozioni e lasciò il teatro, con tutta calma, solo al termine della rappresentazione.
Nel 1803, Luciano sposò, malgrado il divieto di Napoleone, la vedova Alexandrine de Bleschamp, detta "Madame Jouberthon", il che si tradusse in un violento litigio fra i due. Letizia si schierò con Luciano e lasciò Parigi per Roma, dove visse col fratellastro, ora cardinal Fesch, e dove già viveva la figlia Paolina, ora principessa Borghese. Luciano e la nuova moglie la seguirono presto.

### Madame Mère
Il 18 maggio 1804, Napoleone si proclamò Imperatore dei francesi. Nel luglio dello stesso anno, il cardinale Fesch scrisse al nipote suggerendogli di concedere un titolo imperiale alla madre, come aveva già fatto con la maggior parte dei fratelli. Letizia fu così intitolata "Madame Letizia, madre di Sua Maestà Imperiale l'Imperatore", comunemente abbreviato in "Madame Mère" (signora madre). Continuamente oggetto di complimenti per i successi del figlio, era solita rispondere: "Pourvu que ça dure!" (Purché duri!).
Napoleone venne formalmente incoronato il 2 dicembre 1804. Letizia non partecipò alla cerimonia in segno di protesta contro la decisione del figlio di incoronare sua moglie Giuseppina come Imperatrice, decisione che Letizia non perdonò mai. Nonostante ciò, Madame Mère compare nel celebre dipinto di David, "L'incoronazione di Napoleone".
Letizia rientrò a Parigi il 19 dicembre 1804, quando si stabilì nell'Hotel de Brienne, acquistato da Luciano per 600.000 franchi. Napoleone celebrò il suo ritorno assegnandole una rendita di mezzo milione di franchi annui e il castello di Pont-sur-Seine, dove Letizia soggiornò spesso fra il 1805 e il 1813. Ciononostante, disertò sempre la corte imperiale, così come la compagnia della nuora Giuseppina, da cui infine Napoleone divorziò nel 1810, per la di lei sterilità.

### Ultimi anni e morte

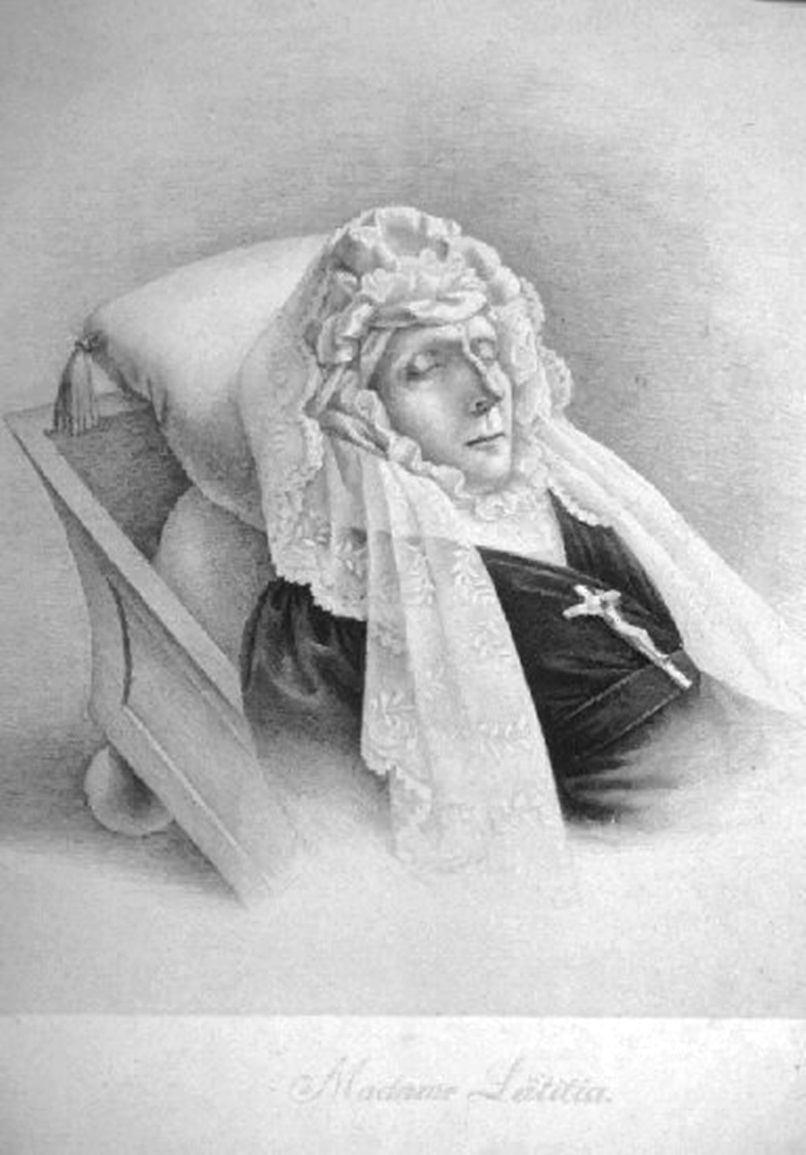
Letizia Ramolino sul letto di morte

Dopo la caduta di Napoleone nel 1814, Letizia, insieme alla figlia Paolina, lo seguì nel suo esilio sull'isola d'Elba, in Italia, così come a Parigi durante il suo effimero ritorno al potere, noto come i Cento giorni, al termine dei quali Napoleone fu nuovamente esiliato, questa volta nella remota isola di Sant'Elena, nell'Atlantico.
Letizia vide per l'ultima volta suo figlio il 29 giugno 1815, al castello della Malmaison, appena prima della sua partenza per Sant'Elena. Perso Napoleone, Letizia tornò a Roma, dove visse con Giuseppe a Palazzo Rinuccini, ribattezzato Palazzo Bonaparte (e oggi Palazzo Misciatelli) sotto la protezione di papa Pio VII. Si ritirò quasi completamente dalla vita pubblica e accettò di ricevere pochissime persone, fra cui il fratellastro, che fu suo unico compagno costante, e, occasionalmente, la pittrice Anna Barbara Bansi. Grazie alla vendita dei gioielli e al senso economico che guidò i suoi investimenti, poté continuare a vivere in maniera agiata fino alla morte.
Maria Letizia Ramolino morì il 2 febbraio 1836, a ottantacinque anni, sola e quasi cieca, dopo essere sopravvissuta al marito per cinquant'anni e a Napoleone per quindici. Inizialmente sepolta a Roma, nel 1851 il suo corpo fu traslato nell'appena costruita Cappella Imperiale di Ajaccio, dove, nel 1951, fu traslato anche il corpo del marito Carlo.

## Discendenza
Dal marito, Letizia Ramolino ebbe tredici figli:
- Napoleone Bonaparte (17 agosto 1765), visse meno di un giorno.
- Maria Anna Bonaparte (3 gennaio 1767 - 1 gennaio 1768).
- Giuseppe Bonaparte (7 gennaio 1768 - 28 luglio 1844), prima Re di Napoli e poi Re di Spagna. Sposò Julie Clary, con discendenza. Ebbe anche discendenza illegittima.
- Napoleone Bonaparte (15 agosto 1769 - 5 maggio 1821), fra gli altri Primo Console di Francia, Imperatore dei francesi e Re d'Italia. Sposò prima Giuseppina de Beauharnais, senza discendenza, anche se adottò i suoi due figli di primo letto, e poi Maria Luisa d'Asburgo, con discendenza. Ebbe anche discendenza illegittima.
- Maria Anna Bonaparte (1770), nata morta.
- Maria Anna Bonaparte (14 luglio 1771 - 23 novembre 1771).
- Nato morto (1773).[30][31][32][33]
- Luciano Bonaparte (21 marzo 1775 - 29 giugno 1840), principe di Canino e Musignano. Sposò prima Cristina Boyer, con discendenza, e poi Alexandrine de Bleschamp, con discendenza.
- Elisa Bonaparte (3 gennaio 1777 - 7 agosto 1820), principessa di Lucca e Piombino e Granduchessa di Toscana. Sposò Felice Baciocchi, con discendenza.
- Luigi Bonaparte (2 settembre 1778 - 25 luglio 1846), re d'Olanda. Sposò sua nipote acquisita Ortensia de Beauharnais, con discendenza, uno dei loro figli fu l'imperatore Napoleone III. Ebbe anche discendenza illegittima.
- Paolina Bonaparte (20 ottobre 1780 - 9 giugno 1825), principessa di Sulmona e duchessa di Guastalla. Sposò prima Charles Leclerc, con discendenza, e poi Camillo Borghese, senza discendenza.
- Carolina Bonaparte (25 marzo 1782 - 18 maggio 1839), regina di Napoli. Sposò Gioacchino Murat, con discendenza.
- Girolamo Bonaparte (15 novembre 1784 - 24 giugno 1860), re di Vestfalia. Sposò prima Elisabetta Patterson, con discendenza, poi Caterina di Württemberg, con discendenza, e infine Giustina Pecori-Suárez, senza discendenza. Ebbe anche discendenza illegittima.

## Riconoscimenti
A lei è intitolata la via Letizia a Bologna.